# Alchemilla moritziana
Alchemilla moritziana é uma espécie de rosácea do gênero Alchemilla, pertencente à família Rosaceae.